# Пробіжнянська загальноосвітня школа
Пробіжнянський заклад загальної середньої освіти І-ІІІ ступенів— навчальний заклад у селі Пробіжна Колиндянської сільської громади Чортківського району Тернопільської области.

## Історія

### I-III ступенів
За архівними даними відомо, що у селі була церковно-приходська школа. Згодом, ця школа стає семирічною. Вона розміщується в п'яти приватних будинках. Навчання велося польською мовою.
У 1927—1932 роках будівництво нової школи.
У 1944 році село захоплене військами Червоної армії, почала працювати школа.
У 1947 році створено хоровий та танцювальний гуртки.
У 1948 році школа стала середньою і здійснила свій перший випуск.
У 1950 році створено шкільну бібліотеку.
У 1959 році добудовано школу.
5 липня 2000 року селом пронісся буревій. Дах школи був повністю знесений, вікна вибиті. За допомогою Міністерства надзвичайних ситуацій при сприянні Президента України Леоніда Кучми школу було повністю відновлено за 45 днів.
1 вересня 2000 року на урочистій лінійці з нагоди Першого дзвоника, факел запалив тодішній Президент України Леонід Кучма.
У 2012 році напередодні Водохреща відбулося відкриття каплички Богородиці. Посвячено цю святиню парохом села о. Зіновієм Пасічником. Збір духовних цінностей організувала вчитель християнської етики Ганна Верля. Ганна Дмитрівна оформила духовні стенди, зробила ремонт приміщення каплички, а також принесла фігуру Божої Матері, книги та Біблії. Стіни каплички вчителька оздобила ангелами.
До 2021 року школа підпорядковувалася Чортківській районній раді. У 2021 році загальноосвітню школу реорганізовано у гімназію, яка перебуває у підпорядкуванні Колиндянської сільської громади.

### I ступеня
На початку XX ст. функціонувала початкова школа. З 1932 року української мови дітей навчав Тадей Мочарнюк, який після 1939 р. став директором школи.
У 1959 році с. Гриньківці приєднали до Пробіжнянської сільської ради, село перестало функціонувати як адміністративна одиниця. Проте назва школи залишилась старою. Оскільки будівля школи від старості почала руйнуватися, під школу реконструювали Гриньківецький сільський клуб, який розташовувався на одному подвір'ї зі школою.
До 2000 — Гриньківська початкова школа. У 2000 році після стихійного лиха школа стала аварійною, тому була проведена реконструкція та добудова ветеринарної лікарні під початкову школу. З цього часу школа стала називатися Пробіжнянською загальноосвітньою школою І ступеня.
14 червня 2019 року рішенням Чортківської районної ради № 543 школа призупинила свою діяльність.
Директори: Тадей Мочарнюк (1939—?), Танагайчук Микола Олексійович, Б’ялуцька Л. М., Шмадило Лідія Михайлівна, Сидоренко Є. В. (1968—1979), Бобош (Мацейків) С.Д. (1979—1995), Калушка О.В. (1995—2019).

## Відомі випускники
- Володимир Садлій (нар. 1951) — лікар-хірург;
- Анатолій Саска (нар. 1952) — господарник, громадський діяч;
- Ігор Равлів (нар. 1953) — педагог, кандидат філологічних наук, громадський діяч;
- Лідія Ковалець (нар. 1960) — літературознавець, науковець, доктор філологічних наук;
- Сергій Байрак (нар.1964) — господарник, громадський діяч;
- Віта Семанюк (нар. 1978) — науковець, доктор економічних наук, професор.

## Гуртки та секції
Для розвитку і вдосконалення учнів у школі діють гуртки та секції:
- Художньо-естетичний;
- Фізкультурно-спортивний;
- Еколого-натуралістичний;
- Туристсько-краєзнавчий.

## Сучасність
У 11 класах школи навчається 144 учнів, тут викладають англійську мову.

## Педагогічний колектив
Педагогічний колектив складається з 23 педагогів.

### Директори
| Ім'я                            | Роки         | Світлини |
| ------------------------------- | ------------ | -------- |
| Літерович Казимир Броніславович | 1936—1939    |          |
| Клопотовський Тарас Степанович  | 1944—1950-ті |          |
| Топалов Аркадій Якович          | 1950-й—?     |          |
| Гізун Микола Михайлович         | ?—1960-ий    |          |
| Романюк Володимир Васильович    | 1967—1976    |          |
| Благуляк Омелян Федорович       | 1976—1983    |          |
| Думський Андрій Іванович        | 1983—1988    |          |
| Яхневич Дмитро Петрович         | 1988—1996    |          |
| Калушко Богдан Михайлович       | 1996—1998    |          |
| Родіонова Лариса Миколаївна     | 1998—2000    |          |
| Верля Ігор Зіновійович          | 2000-2021    |          |
| Олійник Павло Іванович          | від 2021     |          |